# Trasformata inversa di Laplace
In matematica, la trasformata inversa di Laplace o antitrasformata di Laplace è l'inversa della trasformata di Laplace. Entrambe hanno importanti applicazioni nello studio/analisi dei sistemi dinamici lineari.

## Definizione
Detta {\displaystyle {\mathcal {L}}} la trasformata di Laplace, l'antitrasformata di Laplace di una funzione {\displaystyle F(s)} è la funzione {\displaystyle f(t)} tale che:
{\displaystyle {\mathcal {L}}\left\{f(t)\right\}=F(s)}
Si prova che se una funzione {\displaystyle F(s)} ha trasformata inversa {\displaystyle f(t)}, ovvero {\displaystyle f} è una funzione continua a tratti che soddisfa la condizione precedente, allora {\displaystyle f(t)} è univocamente determinata.
Una formulazione integrale dell'antitrasformata di Laplace, chiamata anche integrale di Bromwich o formula inversa di Mellin, è data dall'integrale di linea:
{\displaystyle {\mathcal {L}}^{-1}\{F(s)\}=f(t)={\frac {1}{2\pi i}}\lim _{T\to \infty }\int _{\gamma -iT}^{\gamma +iT}e^{st}F(s)\,ds}
dove l'integrazione avviene lungo la linea verticale {\displaystyle \Re (s)=\gamma } nel piano complesso, con {\displaystyle \gamma } maggiore della parte reale di tutte le singolarità di {\displaystyle F}. Questo assicura che la linea di contorno è nella regione di convergenza.
Se tutte le singolarità di {\displaystyle F} sono dalla parte sinistra del piano complesso o se {\displaystyle F} non ha singolarità,  allora {\displaystyle \gamma } può essere preso nullo e la formula diventa uguale alla trasformata di Fourier inversa. Infatti, se {\displaystyle s=x+iy}, si ha
{\displaystyle {\frac {1}{2\pi i}}\lim _{T\to \infty }\int _{-iT}^{iT}e^{st}F(s)\,ds={\frac {1}{2\pi }}\lim _{T\to \infty }\int _{-T}^{T}e^{iyt}F(iy)\,dy}